# Bruno (película)
Brüno (titulada Bruno en España, Argentina, Perú y Venezuela) es una película cómica británico-estadounidense en formato de falso documental dirigida por Larry Charles y basada en el personaje homónimo del humorista británico Sacha Baron Cohen. Es la tercera película basada en personajes de Da Ali G Show, luego de Ali G anda suelto y de Borat. Fue estrenada el 10 de junio de 2009.

## Sinopsis
Brüno (Sacha Baron Cohen), un reportero de moda austríaco y gay, es despedido de su propio programa de televisión, Funkyzeit mit Brüno (Funkytime con Brüno), después haber interrumpido el desfile de la Semana de la moda de Milán (cuya audiencia incluye a Paul McCartney), y su amante Diesel (Clifford Bañagale) lo deja por otro hombre. Acompañado por el asistente de su asistente, Lutz (Gustaf Hammarsten), Brüno decide viajar a los Estados Unidos para convertirse en "la mayor superestrella austríaca, desde Hitler".
Brüno intenta, sin éxito, lanzar su carrera de actor como extra en la serie de NBC, Medium. Luego, entrevista a Paula Abdul, pero al no tener muebles en su casa, utiliza a un grupo de trabajadores mexicanos como "gente-mexicana-sillas" (mexican-chair-people). Abdul se sienta sobre uno de los mexicanos y empieza a hablar de su labor humanitaria. Sin embargo, termina la entrevista y se retira cuando Brüno le ofrece algo de comer y traen a un hombre desnudo, que está acostado sobre una camilla y hace de bandeja, cubierto con sushi.
Tras este fracaso, Brüno decide producir un piloto de televisión con entrevistas  a celebridades, en el cual les enseña a bailar eróticamente y critica el feto de Jamie Lynn Spears con la estrella de televisión Brittany Gastineau. También trata de "entrevistar", sin éxito, al actor Harrison Ford, y cierra el piloto haciendo giros pélvicos, con un primer plano de su pene. Un grupo focal revisa el piloto y lo odia, calificándolo como "peor que el cáncer". 
Luego, Brüno decide hacerse famoso con un video sexual. Para ello, entrevista a Ron Paul, a quien afirma haber confundido con la drag queen RuPaul. Mientras están en una habitación de hotel con Paul, Brüno coquetea con él y se desviste, causando que Paul se enoje y se vaya, llamándolo "extremadamente gay".
En busca de consejo, Brüno consulta al espiritista (Gary Williams), quien se pone en contacto con el fallecido Rob Pilatus de Milli Vanilli, imitando diversos actos sexuales en los invisibles "Pilatus". 
Brüno recurre a los consultores de caridad PR Nicole y Suzanne DeFosset para elegir un problema mundial que solucionar, para maximizar su fama. Terminan eligiendo el Conflicto israelí-palestino. Vuela a Jerusalén para entrevistarse con el ex-agente del Mossad, Yossi Alpher, y con el político palestino Ghassan Khatib. Durante la entrevista, confunde al grupo de resistencia Hamás con el platillo hummus. Para forzarlos a llegar a un acuerdo, Brüno canta su canción "Dove of Peace", mientras los obliga a acariciar las manos del otro.
Todavía en el Medio Oriente, Brüno también se reúne con Ayman Abu Aita, un "líder del grupo terrorista de Brigadas de Al-Aqsa Martyrs" en un lugar descrito como un campamento de refugiados palestinos en El Líbano, donde espera ser secuestrado. Brüno insulta el cabello de Abu Aita y le dice que "el rey Osama" parece "un mago sucio o un Santa Claus vagabundo". El traductor de Abu Aita le ordena a Bruno que se vaya. Durante el regreso a los Estados Unidos, hace una parada en Nairobi para recoger algunas cosas, entre ellas un niño, diciendo que es "oro negro".
Ya de nuevo en los Estados Unidos, Brüno realiza entrevistas a padres de niños actores, preguntándoles acerca de situaciones en las que estarían dispuestos a poner a sus hijos, incluyendo someterlos a una liposucción, operar maquinaria pesada, realizar"ciencia amateur", vestirlos con uniformes nazis. 
En un programa de entrevistas conducido por Richard Bey, muestra a la audiencia afroamericana a "su" bebé, al cual llamó O.J. y adquirió en África con un trueque por un iPod rojo de U2. Reichard Bey muestra fotografías del niño cubierto de abejas, en un crucifijo y en un jacuzzi junto a adultos en una posición 69. El público se horroriza y los servicios sociales le sacan el bebé a Brüno, que vuelve a deprimirse y va a un restaurante para atiborrarse de comida chatarra, alta en carbohidratos. Lutz lo encuentra y lo lleva a una habitación de hotel. 
Después de una noche de sexo, se despiertan para encontrarse atrapados en un mecanismo de bondage, incapaces de encontrar la llave. Llaman a un ingeniero de hotel para pedir ayuda, pero se les pide que se vayan. Todavía en bondage, se enfrentan con a un grupo de manifestantes anti-gay de la Iglesia Bautista de Westboro y se suben a un autobús. Recién pueden retirar el equipo de bondaga en el Madison County Office of Alternative Sentencing and Release, en Huntsville, Alabama. Después de ser arrestado, Lutz le dice a Brüno que lo ama, pero Brüno le responde que él no lo ama y afirma haber estado influenciado por los "anteojos de carbohidratos". Lutz deja a Brüno.
Tras darse cuenta de que los grandes nombres de Hollywood (entre ellos Tom Cruise, Kevin Spacey y John Travolta) son heterosexuales, Brüno recurre a dos convertidores de gays cristianos para que lo ayuden a convertirse en heterosexual. Para esto, realiza actividades tales como unirse a la Guardia Nacional, ir de caza en Alabama, aprender karate, y asistir a una fiesta de swingers en la cual es azotado por una dominatrix. Estos intentos acaban miserablemente, dado que Brüno no puede mantener ocultos sus rasgos gay. Sin embargo, él promete convertirse en heterosexual.
Ocho meses más tarde, un Brüno heterosexual, bajo el alias de "Macho Dave", alberga una jaula de la pelea en Arkansas, "Hombres a la lona con el Macho Dave". Lutz aparece en el evento y provoca a Brüno, llamándolo gay, causando que empiecen a pelear en la jaula. Los dos luchan, pero terminan reavivando su amor, besándose y desnudándose en frente de los espectadores asombrados que tiran objetos en la jaula. El video se viraliza a nivel internacional. El ahora famoso Brüno y Lutz intentan casarse y consiguen recuperar a O.J. a cambio de un MacBook Pro. Brüno graba su canción "Dove of Peace" con Bono, Elton John (sentado al piano en un mexicano usado como "silla-persona"), Chris Martin, Snoop Dogg, Sting y Slash, en Abbey Road Studios.

## Reparto
- Sacha Baron Cohen como Brüno
- Gustaf Hammarsten como Lutz.
- Clifford Bañagale como Pau Gasoil.
- Chibundu Orukwowu y Chigozie Orukwowu como O.J
- Josh Meyers como Kookus.
- Toby Hoguin, Roberto Clatza Alvarez, Gilbert Rosales, Thomas Rosales, Jr., y Marco Xavier como Jardineros Mexicanos.
- Bono como él mismo.
- Sting como él mismo.
- Slash como él mismo.
- Snoop Dogg como él mismo.
- Elton John como él mismo.
- Chris Martin como él mismo.

## Curiosidades
- El actor Sacha Baron Cohen, junto con Gustaf Hammarsten, aparecen en la mayoría del film, pero el resto de personas involucradas no son actores, sino personas reales, víctimas de múltiples bromas por parte de Baron Cohen y Hammarsten. Entre esas personas figuran Harrison Ford, quien lo rehuyó mientras salía de un bar; Paula Abdul y La Toya Jackson, que fueron entrevistadas pensando que Brüno era un reportero de verdad y no un actor; y varios políticos palestinos e israelíes durante un encuentro amistoso, entre otros.
- La escena en la que Sacha Baron Cohen aparece vestido con atuendo "homosexual" en frente de unos judíos ortodoxos fue la más peligrosa de todas según dijo Baron Cohen en una entrevista.
- Cuando los policías detienen a Brüno al comienzo de la película, lo que se muestra es realmente la detención del actor Sacha Baron Cohen envuelto en el personaje, cuando arruinó el desfile de la Semana de la moda de Milán.
- Al actor y al equipo de rodaje se les fue denegada la entrada al festival debido a que los guardas y los encargados conocían sus intenciones, tras haber visto Borat. Para ello, Larry Charles se afeitó y se puso bigotes postizos, Sacha Baron Cohen se maquilló y se puso atuendos distintos a Brüno, y fueron al día siguiente "camuflados" para poder colarse en la gala. Baron Cohen tuvo pocos minutos para entrar, cambiarse la ropa y la caracterización de su cara y cambiarla por la de Brüno.
- El actor, envuelto en el personaje, realmente se presentó al casting de Jerry Maguire e hizo de extra en Medium (serie de televisión). Esas escenas también se pueden ver en la película.
- Al igual que en todas sus películas, Sacha Baron Cohen también asistió a las promociones y las entrevistas que se grabaron, disfrazado del personaje.
- Brüno, junto con Borat y Ali G, es uno de los personajes de Da Ali G show. Sólo que en Da Ali G Show el peinado de Brüno era diferente al de la película. Lo cambió para que las personas involucradas no le reconocieran la cara, como ocurrió en algunas tomas falsas de Borat. De hecho, un recluta del servicio militar al que se alistó Brüno lo reconoció, y lo expulsaron.
- Pese a ser extranjero (de Austria), el personaje de Brüno habla correctamente el inglés, a diferencia de Borat, que habla en infinitivo.

## Escenas eliminadas
Una escena donde Brüno entrevistaba a la hermana de Michael Jackson para intentar obtener el teléfono del cantante fue suprimida por la muerte del cantante días antes de su estreno. Otras personas consideraron un error haber eliminado la escena argumentado que lo más probable hubiera sido que el Rey del Pop lo hubiera encontrado gracioso, dado su carácter demostrado en cameos como en Hombres de negro II.